# Крылов, Александр Николаевич
Алекса́ндр Никола́евич Крыло́в (нем. Alexander Krylov; род. 1 июля 1969) — российский социальный философ

 и социолог, журналист, главный редактор научного журнала «Вест-Ост-Репорт», директор Берлинского Вест-Ост института. Живёт и работает в России и Германии.

## Биографические сведения
Окончил исторический факультет ЧГПУ по специальности «История и социально-экономические дисциплины» (1993), изучал психологию на факультете социальной работы МосГУ (1993—1995). Окончил аспиратору МГЛУ по специальности «социальная философия» (1998), курсы преподавателей философии МГУ им. М. В. Ломоносова (1998—1999), защитил диссертацию по теме «Проблема природы человека в российской психоаналитической традиции» в МГУ им. М. В. Ломоносова (1999). В 2001 г. подтвердил научную степень доктора философии в Саксонском министерстве образования и культуры (Германия, 2001).
Работал учителем истории, журналистом, руководителем отдела, специалистом по связям с общественностью Фонда «Дети России» (1993—1998), преподавателем, заместителем декана факультета экономики и управления Национального института бизнеса (1998—2000), координатором международных проектов, преподавателем и научным сотрудником Института мировой экономики и международного менеджмента Бременского университета, профессором и директором института в Университете менеджмента и коммуникаций (Берлин-Потсдам, 2008—2010). С 1998 преподает курсы «Коммуникационный менеджмент», «Корпоративные коммуникации», «Паблик рилейшнз», «Интеркультурный менеджмент», «Психоанализ в менеджменте, маркетинге и рекламе», «Корпоративная идентичность». С 2004 г. одновременно с основной деятельностью является профессором кафедры менеджмента и предпринимательства Национального института бизнеса. С 2008 работает директором Берлинского Вест-Ост института международного менеджмента и имиджевых исследований.

## Общественная деятельность
- В 2002 году основал серию международных научных конференций «Дискурс: Запад-Восток» (West-Ost-Diskurs).
- С 2002 года член правления, а с 2007 года — вице-президент Бременской школы экономики.
- Член редакционного совета журнала «Знание. Понимание. Умение».
- Член редакционной коллегии журнала «Ценности и смыслы».
- Член Германо-Российского Форума.
- Член Ассоциации «Евразийский экономический клуб ученых»
- Член Союза журналистов России, действительный член Немецкого общества по связям с общественностью и других общественных и профессиональных организаций.

## Научная деятельность
Научные интересы Крылова А. Н. лежат в области психоанализа, массовых и корпоративных коммуникаций, социальной и корпоративной идентичности, управления в условиях глобализации общества. Одним из первых провел исследование философского и психологического содержания работ российских психоаналитиков (в Москве и Вене, 1995—1998) и ввел понятие «Российская психоаналитическая традиция» (1998). Использовал идеи психоанализа в изучении социальных и корпоративных коммуникаций. Первым в России начал исследование проблем корпоративной идентичности и опубликовал по этим проблемам первую русскоязычную книгу (2004). Корпоративная идентичность по А. Н. Крылову представляет собой не только и не столько формы внешнего отличия (фирменный стиль), сколько комплекс элементов, обеспечивающих социально-психологическую идентификацию персоны, продукта или организации. Важнейшими элементами корпоративной идентичности являются корпоративная философия, корпоративное поведение, корпоративная культура и корпоративный дизайн.
В монографии «Эволюция идентичностей» (2010) А. Н. Крылов предложил концепцию, согласно которой идентичность человека представляет собой набор социальных идентичностей (национальная, профессиональная, религиозная и др.), отражающих состояние общества и трансформирующихся в развитии исторического процесса. Традиционные идентичности в условиях постиндустриального общества все меньше играют доминирующую роль, уступая её новым идентичностям. В монографии «Религиозная идентичность» (2012) показал, что религиозная идентичность является одой из первых форм самосознания человека. В его работах по корпоративным коммуникациям особая роль отводится прозрачности, социальной ответственности и этике, являющимся по А. Н. Крылову, важнейшим отличием связей с общественностью от маркетинга.

## Научные труды

### Книги
- Крылов А. Н. Коммуникационный менеджмент. Теория и практика взаимодействия бизнеса и общества. 2-е изд. — М.: Издательство ИКАР, 2015. −350 С. (ISBN 978-5-7974-0450-7)
- Крылов А. Н. (ред.) Корпоративная социальная ответственность: экономические модели — мораль — успех — устойчивое развитие. Ред. и сост. А. Н. Крылов. — М.: Икар / Берлин: Вест-Ост-Ферлаг, 2013. — 450 С. (ISBN 978-5-7974-0337-1)
- Крылов А. Н. Религиозная идентичность. Индивидуальное и коллективное самосознание в постиндустриальном пространстве. 2-е изд., — М.: Издательство Икар, 2012. — 306 С. (ISBN 978-5-7974-0293-0)
- Крылов А. Н. Эволюция идентичностей: кризис индустриального общества и новое самосознание индивида. М.: Издательство НИБ, 2010. — 272 С (ISBN 978-3-8309-0356-1)
- Krylov, Alexander, Schauf, Tobias (Hg.): Internationales Management. Fachspezifische Tendenzen und Best-Practice. Lit Verlag, Berlin, 2008. — 436 S. (ISBN 978-3-8258-12-58-4)
- Крылов А. Н. Основы коммуникационного менеджмента и паблик рилейшнз: Пособие для тренингов, самоконтроля, практических и семинарских занятий. М: Издательство НИБ, 2007. — 144 с. (ISBN 978-5-8309-0231)
- Крылов А. Н., Бёнкост К. Ю. (ред.) Карьерный рост: транснациональные диалоги об управлении персоналом и развитии рынка труда. Сборник научных статей под ред. А. Н. Крылова и К. Ю. Бёнкоста. Бремен-Москва. М.: Издательство НИБ, 2007. −326 с. (ISBN 978-5-8309-0260-1)
- Крылов А. Н. и др. К вопросу о репутации. Материалы международной научной конференции «Репутационные факторы в управлении международной компанией». Бремен: Бременский университет, 2006. −248 с.
- Sell, A. / Krylov, A. (Hrsg.): Corporate Governance. Unternehmensverfassung im Ost-West-Dialog, Verlag Peter Lang, Bern / Berlin / Brüssel / Frankfurt / Oxford / New York, 2006. 408 S. (ISBN 3-631-55628-4)
- Крылов А. Н. Корпоративная идентичность для менеджеров и маркетологов. М.: Издательство Икар, 2004. — 222 с. (ISBN 5-7974-0084-7)
- Крылов А. Н., Оберлизен Р. и др. Задачи на будущее: транснациональные диалоги об образовании и обществе". Сборник статей под ред. А. Н. Крылова и Р. Оберлизен. Бремен-Москва, Издательство НИБ, 2004. — 326 с. (ISBN 5-8309-0152-8)
- Крылов А. Н. (ред.) Корпоративное управление как фактор конкурентоспособности на мировом рынке. Материалы международной научно-практической конференции. Подг. к изданию и редакция: А. Н. Крылов. М. Издательство Национального института бизнеса, 2004.-182 с. (ISBN 5-8309-0190-0)
- Krylov, A. (Hrsg.) Public Relations im osteuropaeischen Raum Dialog und Erfahrung auf der Basis gesellschaftlich-oekonomischer Transformation. Verlag Peter Lang, Bern / Berlin / Bruxelles / Frankfurt / Oxford / New York, 2003. 311 S. (ISBN 3-631-51014-4)
- Крылов А. Н. Менеджмент коммуникаций. Теория и практика. М.: Издательство Национального института бизнеса, 2002. — 202 с (ISBN 5-8309-0049-1)
- Krylov, A. (Hrsg.): Entwicklung von Public Relations als Spiegel der oekonomischen und sozialen Prozesse in Osteuropa. Uni Bremen, 2002.164 S.
- Крылов А. Н. Коммуникационный менеджмент и PR. Лексикон. Практикум. М., 2000. — 98 с. (ISBN 5-8309-0020-3)
- Крылов А. Н. Человек в российском психоанализе. М., 1999—204 с. (ISBN 5-8309-0022-X)

### Статьи

#### Публикации по экономике, международной интеграции и менеджменту
- Крылов А. Н. Социальная сенсибилизация бизнеса и новые тенденции в экономической практике: позиционирование корпоративной социальной ответственности в современном обществе. / Корпоративная социальная ответственность: экономические модели — мораль — успех — устойчивое развитие. Ред. и сост. А. Н. Крылов. — М.: Икар, 2013. С. 420—437.
- Крылов А. Н. Стимулювання корпоративної соціальної відповідальності // Інформаційне суспільство: науковий журнал / голова редкол. В. В. Різун, голов. ред. В. Ф. Іванов ; Інститут журналістики КНУ імені Тараса Шевченка. — К., 2013. — Вип. 18. C. 50-53.
- Крылов А. Н. Интернет-журналистика и виртуальная идентичность: избранные аспекты психологического портрета потребителя массовой информации / Связи с общественностью и реклама: теория и практика. Педагогическая мастерская «Креатив в профессии». Тезисы докладов. — Челябинск: Центр рекламных технологий ТЭФ, 2012. С. 7 — 11.
- Крылов А. Н. Сакральный туризм в концепциях развития городов и регионов. // Конкурентный потенциал региона: оценка и эффективность использования. Сборник статей международной научно-практической конференции, 10-12 ноября 2011. Г. Абакан. — Абакан: Издательство ФГБОУ ВПО «Хакасский государственный университет им. Н. Ф. Катанова», 2011. С. 14-16
- Крылов А. Н. Информационная безопасность человека в структуре жилищно-коммунального хозяйства / Stabilitaet und Sicherheit des menschlichen Lebensraums. Materialien der 1. Internationalen Konferenz. — Berlin: West-Ost-Verlag, 2011. S. 57-61
- Крылов А. Н. Управление идентичностью — новое направление менеджмента в условиях изменяющегося общества / Sell A/ Krylov Alexander N. Government Relations& Interaktionen zwischen Wirtschaft, Politik und Gesellschaft.Peter Lang, Bern / Berlin / Bruxelles / Frankfurt / Oxford / New York, 2009. С. 69 — 76.
- Крылов А. Н. Менеджмент идентичности как реакция на трансформацию социально-экономических условий деятельности организации / Актуальные проблемы романо-германских и восточных языков. VII Степановские чтения: Материалы докладов и сообщений Международной конференции (21-22 апреля 2009 г.). — М.: РУДН, 2009. С. 266—272
- Крылов А. Н. Опыт формирования имиджа территорий в Европе и возможности его адаптации в России //Имидж регионов России в отечественном и зарубежном контексте: в преддверии 1000-летия Ярославля: материалы Международной научно-практической конференции. —Ярославль : РИЦ МУБиНТ, 2009. C. 156—161
- Крылов А. Н. Government Relations как возможность правового регулирования взаимоотношения бизнеса и власти. / Актуальные проблемы экономического развития регионов России: материалы международной научно-практической конференции. -Абакан: Издательство Хакасского государственного университета им. Р. Ф. Катанова, 2008
- Крылов А. Н. Особенности формирования имиджа территорий в российской провинции / Сборник статей и материалов участников V Международной научно-практической конференции. Проблемы устойчивого развития городов. Научное издание. — Миасс: ООО Агентство ТЭРРА; Геотур. Т. 1. 2008. С. 224—228.
- Крылов А. Н. Управление идентичностью — новое направление менеджмента в условиях изменяющегося общества /Krylov, Alexander, Schauf, Tobias (Hg.): Internationales Management. Fachspezifische Tendenzen und Best-Practice. Lit Verlag, Berlin, 2008. С. 69-76
- Крылов А. Н. Креативный класс: новая роль интеллигенции в экономике // Бизнес-ключ, 2008, № 2, № 3.
- Крылов А. Н. Governemnt Relations в науке и практике. Актуальные проблемы конференций серии «Дискурс: Запад-Восток» // Verbandsnachrichten. Verband der Deutschen Wirtschaft in der Russischen Foederation, 2007. Jahrgang 12, Nr. 9. C. 19 — 20
- Крылов А. Н. Креативный класс в структуре региональной экономики // Вестник Хакасского государственного университета им. Н. Ф. Катанова. Серия 8. Экономика. Выпуск 6. — Абакан: Издательство Хакасского государственного университета им. Н. Ф. Катанова, 2007. С. 15 — 19
- Крылов А. Н. Использование социально-психологических инструментов корпоративной архитектуры в реализации связей с общественностью // Социально-экономические явления и процессы. Международный журнал. 2007. № 1.
- Крылов А. Н. Коммуникационная политика компаний в регионах расположения производства / Актуальные проблемы экономического развития регионов России: материалы международной научно-практической конференции. — Абакан: Издательство Хакасского государственного университета им. Р. Ф. Катанова, 2007. С. 31-33
- Крылов А. Н. Позитивная оценка и признание персонала как элементы горизонтальной карьеры: значение для предприятия, формирование и исследование / Крылов А. Н., Бёнкост К. Ю. Карьерный рост: транснациональные диалоги об управлении персоналом и развитии рынка труда. Бремен-Москва, — М.: Издательство НИБ, 2007. С. 49-57
- Крылов А. Н. Маркетинг региона и его влияние на развитие региональной экономики / Актуальные проблемы структурной перестройки экономики России. — Абакан: Издательство Хакасского государственного университета им. Н. Ф. Катанова, 2007. С. 73-77
- Крылов А. Н. Образ России и его влияние на внешнеэкономическую деятельность российских предприятий / Проблемы социально-экономического развития России: интеграция в мировое сообщество: Мат-лы междунар. науч.-практич. конф. 23-24 ноября 2006 года. Федеральное агентство по образованию, Тамб. гос. ун-т им. Г. Р. Державина. Тамбов: Изд-во ТГУ им. Г. Р. Державина, 2006. С. 24-27
- Крылов А. Н. Межкультурная интеграция в управлении персоналом / Материалы Международной научно-практической конференции Форума «Интеграционные процессы в образовании», Москва — Абакан, 25-27 сентября 2006 г. в 3-х частях. Ч.3. — Абакан: редакционно-издательский отдел ХРИПКиПРО, 2006 С.69-72
- Крылов А. Н. Имидж и репутация: корреляция характеристик и её влияние на международное партнёрство / Крылов А. Н. и др. К вопросу о репутации. — Бремен: Бременский университет, 2006. С. 83-94
- Крылов А. Н. Корпоративная репутация: проблематика и исследования в рамках дискурса: «Запад-Восток» / Крылов А. Н. и др. К вопросу о репутации. — Бремен: Бременский университет, 2006. С. 17-21
- Крылов А. Н. Инструменты и факторы инвестиционной репутации // Зелль А., Крылов А. Н. Корпоративное управление. Концепции и анализ в диалогах: Запад-Восток. Verlag Peter Lang, 2006. С. 333—345
- Крылов А. Н. Функциональные аспекты междисциплинарного статуса паблик рилейшнз // Економіка. Менеджмент. Прдпримництво: Зб. наук. пр. — Луганськ: СНУ, 2006. Nr.15. С. 249—253
- Крылов А. Н. Узнаваемость города и идентичность бренда // Турбизнес на Северо-Западе. Журнал для профессионалов. 2006, № 2, С. 22-23
- Крылов А. Н. Маркетинговые коммуникации на предприятиях муниципального сектора //Стройэксперт. Аналитический журнал. 2006, № 3 С. 8-13
- Крылов А. Н. Реклама в контексте мультикультурных детерминант // Реклама в современном обществе: Сборник научных трудов. — М.: Издательство Московского гуманитарного университета, 2005. С. 102—115.
- Krylov, Alexander Corporate Governance: Unternehmensverfassungen auf dem Pruefstand // Verbandsnachrichten. Verband der Deutschen Wirtschaft in der Russischen Foederation, 2004 Nr. 7, S. 22-23
- Крылов А. Н. Влияние корпоративного управления на инвестиционную репутацию // Корпоративное управление как фактор конкурентоспособности на мировом рынке. Материалы международной научно-практической конференции. Подг. к изданию и редакция: А. Н. Крылов. — М. Издательство Национального института бизнеса, 2004. С. 79-86
- Крылов А. Н. Корпоративная идентичность как часть корпоративной культуры. // Семиотика и имиджелогия деловых культур. Материалы международной научной конференции. Тамбов, 2003 (15-16 сентября).- С. 13-15.
- Krylov, Alexander: Diffusion und Qualitaet von Public Relations in Russland: Analytische Darstellung // Public Relations im Osteuropaeischen Raum. Dialog und Erfahrung auf der Basis gesellschaftlich-oekonomischer Transformation. — Bern — Berlin — Bruxelles — Frankfurt — New York: Verlag Peter Lang, 2003. S. 97-112
- Крылов А. Н. Паблик рилейшнз на фоне социально-экономических процессов в Восточной Европе (на примере Российской Федерации) // Развитие паблик рилейшнз как зеркало экономических и социальных процессов в Восточной Европе. Материалы международной конференции в Институте мировой экономики и международного менеджмента Бременского университета. — Бремен, 2002. С. 32-35
- Крылов А. Н. Малое предпринимательство в системе современного российского бизнес-образования. /Проблемы и перспективы развития малого предпринимательства в России. Материалы круглых столов в Подкомитете по малому предпринимательству Государственной Думы РФ 3 и 29 ноября 1999 г. М.: Национальный институт бизнеса, 1999. с. 67 — 69

#### Публикации по философии, социологии, психологии и проблемам образования
- Крылов А. Н. От виртуализации общества к виртуализации личности: поведение в сети и опасность зависимости от интернета. Перспективы развития мировой системы журналистики. Сборник научных статей. — М.: РУДН, 2013. С. 87-97.
- Крылов А. Н. Концепции образования и управление стереотипами как составляющие имиджа территории. Запад-Восток: имиджевый диалог. Том 1. Под ред. проф. Е. А. Петровой. — Берлин: West-Ost-Verlag, 2013. С. 149—156.
- Крылов А. Н. Проблемы религиозного образования в Западной Европе // Знание. Понимание. Умение. 2013. № 2. С. 9-16.
- Крылов А. Н. Исследования ритуалов в эволюционной психологии и их проекция на осуществление корпоративных коммуникаций. Связи с общественностью и реклама: теория и практика: сб. материалов.- Челябинск: Цицеро, 2013.C. 202—205
- Крылов А. Н. Кризис и перспективы немецкой религиозной педагогики // Ценности и смыслы, 2012. № 4. С. 157—168.
- Крылов А. Н. Интернет-журналистика и виртуальная идентичность: избранные аспекты психологического портрета потребителя массовой информации / Связи с общественностью и реклама: теория и практика. Педагогическая мастерская «Креатив в профессии». Тезисы докладов. — Челябинск: Центр рекламных технологий ТЭФ, 2012. С. 7 — 11
- Крылов А. Н. Соотношение концепций социальной и индивидуальной идентичности в российской и западноевропейской науке" // Вестник Академии права и управления, 2011, № 24 С. 210—215.
- Крылов А. Н. Селебрити-идентичность как элемент самоидентификации молодежи в условиях постиндустриального общества / Ценности и смыслы, 2011, № 4 (13), С. 54-62
- Крылов А. Н.: Бах; Бибринг; Бибринг-Ленер; Борнштейн; Каплан; Марциновский; Розентшейн; Шотландер, Эйслер-Серке: — Биографические статьи // Психоанализ. Новейшая энциклопедия. Мн.: Книжный Дом, 2010.
- Крылов А. Н. Новый шаг к формированию единого европейского научного сообщества // West-Ost-Report. International Forum für Science and Research. Berlin, 2010. Nr. 1. S. 8-9.
- Крылов А. Н. Тенденции развития современной журналистики в условиях изменения информационного пространства / Актуальные проблемы журналистики в условиях глобализации информационного пространства. Материалы III Международной научно-практической конференции. — Челябинск, 2009. С. 356—360
- Крылов А. Н. Министр в жёлтом галстуке // Время новостей, 20.11.2009. № 214.
- Крылов А. Н. Креативный класс: новая роль интеллигенции в экономике // Бизнес-ключ, 2008, № 2, № 4. С. 8-9; № 3, С. 14-15
- Крылов А. Н. К вопросу о кризисе идентичностей // Знание. Понимание. Умение. Фундаментальные и прикладные исследования в области гуманитарных наук. Научный журнал Московского гуманитарного университета. 2007, № 3. С. 95 — 104
- Крылов А. Н. Креативный класс в структуре региональной экономики // Вестник Хакасского государственного университета им. Н. Ф. Катанова. Серия 8. Экономика. Выпуск 6. — Абакан: Издательство Хакасского государственного университета им. Н. Ф. Катанова, 2007. С. 15 — 19
- Крылов А. Н. Психологические аспекты внешнего стиля в контексте групповой идентичности // Гаудеамус. Психолого-педагогический журнал Тамбовского государственного университета имени Г. Р. Державина и Академии непрерывного образования ТГУ им. Г. Р. Державина. 2007 № 1. С. 165—168
- Крылов А. Н. Интернационализация высшего образования как последствие изменений на европейском рынке труда / Развитие межуниверситетской сети по академической мобильности на Урале: труды семинаров по академической мобильности. — Челябинск: Изд-во ЮУрГУ, 2007. с. 21-24
- Крылов А. Н. Влияние имиджа на качество учебного процесса в вузе / Управление качеством учебного процесса в вузе: Проблемы и перспективы. — М.: Издательство Национального института бизнеса, 2006., С. 146—152
- Крылов А. Н. Прагаматический подход как фактор социализации молодежи //Новые технологии: образование, экономика, управление. Сборник научн. работ./Под общ. редакцией Е. П. Сапелкина. Выпуск 2. Часть 1 — Мн.: УП «Технопринт», 2003 С. 17-18
- Крылов А. Н. Творчество и психоанализ// ТИМ: Теория. История. Методика. Информационный бюллетень. IV выпуск. М., 1998, с. 91-98
- Крылов А. Н.: Евграфов К. Р.; Руднев В. И.; Тутышкин П. П. — Биографические статьи // Психоанализ. Популярная энциклопедия. М.: Олимп, 1998. С. 174, 404—405, 486—487.
- Крылов А. Н. Проблемы взаимодействия социального и бессознательного в работах первых российских психоаналитиков. //Сознательное бессознательное в общественных и политических процессах российского общества. М. 1997. С. 121—125
- Крылов А. Н. Гармония смерти: Сабина Шпильрейн впереди Зигмунда Фрейда // Новости медицины и фармации. Яринвест медикал. 1997.-№ 1.- С.48-50